# Osteodistrofia fibrosa
L'osteodistrofia fibrosa, chiamata anche osteofibrosi, è una malattia dei rettili e mammiferi, dovuta alla carenza di calcio o di alcune vitamine.

## Cause
Questa malattia è dovuta  ad una carenza o a uno scarso assorbimento di calcio da parte dell'organismo.
Può essere causata  da un regime alimentare troppo povero in calcio. 
Nei  rettili vegetariani ciò può accadere per una dieta a base di vegetali poveri in calcio. Nei rettili insettivori perché gli insetti  da essi mangiati hanno a loro volta una dieta limitata a dei vegetali poveri in calcio, essendo gli insetti poco ricchi di questo elemento. Questo problema è meno presente  nei i rettili carnivori, il calcio che è naturalmente presente nei rettili o mammiferi mangiati.
Può essere causata  anche da un difetto di assimilazione del calcio da parte dell'organismo, o per mancanza di vitamine (precursori della vitamina D3 che partecipa all'assorbimento del calcio), o per mancanza di esposizione ai raggi ultravioletti  (per i rettili diurni o semi-diurni).
Certi animali sono più sensibili di altri. I giovani in piena crescita sono particolarmente sensibili a questo problema. Le femmine gravide anche, perché il loro organismo utilizza molto calcio per la fabbricazione delle uova. A contrario i rettili notturni hanno una catena di assimilazione del calcio più efficace, e sono dunque meno soggetto a questa malattia.
nei cavalli può essere dovuta ad un'alimentazione ricca di fibre che eliminano gli HPO legati al Ca, se questi animali poi vengono tenuti in box chiusi i raggi UV non possono contribuire all'attivazione della ProVitD3 in VitD3 e quindi alla formazione di Ca. conseguenza: tipica formazione della mandibola di gomma.

## Effetti
Questa malattia si manifesta con una fragilità delle ossa, ed in particolare nelle ossa lunghe del corpo, la tibia per esempio. Questo può condurre alle fratture spontanee, alla deformazioni delle ossa o ancora alle malformazioni dagli argomenti in crescita, deformazioni della colonna vertebrale, della mascella, delle zampe, della coda e del carapace.
A più o meno lungo termine questa malattia è fatale, o per gli effetti che produce sulle ossa, fratture e deformazioni, o per un indebolimento dell'organismo, conducendo ad un cedimento dei difese immunitarie.
Caso dei rettili in cattività 
In natura questa malattia è difficilmente riscontrabile.
Questa malattia è molto più frequente quando gli animali sono mantenuti in cattività, soprattutto in terrario. In questo caso le cause sono legate alla mancanza di calcio negli alimenti forniti, vegetali inadatti o insetti che abbiano consumato dei vegetali inadatti, ad una mancanza di vitamine nel cibo, vitamine A e D principalmente, o ancora ad una mancanza di apporto in UV, per gli animali diurni o crepuscolari.

## Terapie
Le soluzioni sono preventive e correttive. Preventive: rispondere ai bisogni dei rettili fornendo un'alimentazione ricca in calcio ed in vitamine, direttamente o indirettamente, e fornendo degli UV per un'illuminazione adattata. Correttive: fornendo dei supplementi alimentari in calcio e vitamine, e certamente correggendo le condizioni dell'ambiente naturale.
Comunque sia, un controllo presso un veterinario specializzato in rettili è necessario per fornire un trattamento adattato  all'animale, in relazione alla condizione fisica, al peso, all'età e la specie.